# Listă de regi ai Persiei
Aceasta este o listă de regi, conducători și suverani ai Persiei:
|  |

## Lista de regi elamiți, cca. 3000–519 î.Hr.
Elamiții erau un popor situat în Susa, în ceea ce este acum provincia Khuzestan. Limba lor nu a fost nici semitică, nici indo-europenă. Ei au fost precursorii geografici al imperiului mezilor și perșilor care a apărut mai târziu. 
- nume necunoscut de rege din Elam, 2700 î.Hr.
- Humban-Hapua I (sau Humbaba), cca. 2680 î.Hr.,contemporan cu Ghilgameș, regele din Uruk
- Humban-Shutur (sau Khumbastir), (date exacte necunoscute)
- Kutir-Lakamar, (date exacte necunoscute), a învins și jefuit pe mesopotamieni.

### Dinastia Awan[1](cca. 2600-2078 î.Hr.)
| Numele Conducătorului    | Perioada Domniei                  | Note                                                                     |
| ------------------------ | --------------------------------- | ------------------------------------------------------------------------ |
| Rege necunoscut Awan     | cca. 2580 î.Hr.                   | contemporan cu ultimul rege al primei dinastii Uruk                      |
| ...Lu                    | (date exacte necunoscute)         | -                                                                        |
| Kur-Ishshak              | 36 ani inainte de cca. 2550 î.Hr. | contemporan cu Lugal-Anne-Mundu rege în Adab și Ur-Nanshe rege în Lagash |
| Peli (rege)              | (cca. 2500 î.Hr.)                 | -                                                                        |
| Tata I                   | (date exacte necunoscute)         | -                                                                        |
| Ukku-Tanhish             | (date exacte necunoscute)         | -                                                                        |
| Hishutash                | (date exacte necunoscute)         | -                                                                        |
| Shushun-Tarana           | (date exacte necunoscute)         | -                                                                        |
| Napi-Ilhush              | (date exacte necunoscute)         | -                                                                        |
| Autalummash (?)          | (după 2350 î.Hr.)                 | -                                                                        |
| Kikku-Siwe-Temti         | (date exacte necunoscute)         | -                                                                        |
| Hishep-Ratep I           | (date exacte necunoscute)         | -                                                                        |
| Luh-Ishshan              | (până în 2325 î.Hr.)              | Fiul lui Hishep-Ratep I                                                  |
| Hishep-Ratep II          | (2325-după 2311 î.Hr.)            | Fiul lui Luh-Ishshan                                                     |
| Helu                     | (cca. sec. al XXIV-lea î.Hr.)     | -                                                                        |
| Hita                     | -                                 | (contemporan cu Naram-Sin rege Akkadian)                                 |
| Shinpi-hish-huk          | (date exacte necunoscute)         | -                                                                        |
| Kutik-Inshushinak        | -                                 | (contemporan cu Ur-Nammu rege în Ur) fiul lui Shinpi-hish-huk            |
| Rege necunoscut Awan (?) | Până la 2078 î.Hr.                | (până la 2078 î.Hr. când Susa a fost cucerite de trupele din Ur )        |

## Lista de regi parți
| Nume                                      | Nume                  | Portret | Titlu                                             | Naștere-Moarte      | Început domnie | Sfârșit domnie |
| ----------------------------------------- | --------------------- | ------- | ------------------------------------------------- | ------------------- | -------------- | -------------- |
| Imperiul Parților (247 î.Hr. - 224 d.Hr.) |                       |         |                                                   |                     |                |                |
| 1                                         | Arsaces I             |         | Regele Regilor, Rege în Parția, Dinastia Arsacidă | ? - 211 î.Hr.       | 250 î.Hr.      | 211 î.Hr.      |
| 2                                         | Arsaces al II-lea     |         | Regele Regilor, Rege în Parția, Dinastia Arsacidă | ? - 191 î.Hr.       | 211 î.Hr.      | 191 î.Hr.      |
| 3                                         | Phriapatius           |         | Regele Regilor, Rege în Parția, Dinastia Arsacidă | ? - 176 î.Hr.       | 191 î.Hr.      | 176 î.Hr.      |
| 4                                         | Phraates I            |         | Regele Regilor, Rege în Parția, Dinastia Arsacidă | ? - 171 î.Hr.       | 176 î.Hr.      | 171 î.Hr.      |
| 5                                         | Mithridates I         |         | Regele Regilor, Rege în Parția, Dinastia Arsacidă | ? - 138 î.Hr.       | 171 î.Hr.      | 138 î.Hr.      |
| 6                                         | Phraates al II-lea    |         | Regele Regilor, Rege în Parția, Dinastia Arsacidă | ? - 127 î.Hr.       | 138 î.Hr.      | 127 î.Hr.      |
| 7                                         | Artabanus I           |         | Regele Regilor, Rege în Parția, Dinastia Arsacidă | ? - 124 î.Hr.       | 128 î.Hr.      | 124 î.Hr.      |
| 8                                         | Mithridates al II-lea |         | Regele Regilor, Rege în Parția, Dinastia Arsacidă | ? - 88 î.Hr.        | 121 î.Hr.      | 91 î.Hr.       |
| 9                                         | Gotarzes I            |         | Regele Regilor, Rege în Parția, Dinastia Arsacidă | ? - 87 î.Hr.        | 91 î.Hr.       | 87 î.Hr.       |
| 10                                        | Orodes I              |         | Regele Regilor, Rege în Parția, Dinastia Arsacidă | ? - 80 î.Hr.        | 90 î.Hr.       | 80 î.Hr.       |
| 11                                        | Sanatruces            |         | Regele Regilor, Rege în Parția, Dinastia Arsacidă | 157 î.Hr.- 70 î.Hr. | 77 î.Hr.       | 70 î.Hr.       |
| 12                                        | Phraates al III-lea   |         | Regele Regilor, Rege în Parția, Dinastia Arsacidă | ? - 57 î.Hr.        | 70 î.Hr.       | 57 î.Hr.       |
| 13                                        | Orodes al II-lea      |         | Regele Regilor, Rege în Parția, Dinastia Arsacidă | ? - 38 î.Hr.        | 57 î.Hr.       | 38 î.Hr.       |
| 14                                        | Phraates al IV-lea    |         | Regele Regilor, Rege în Parția, Dinastia Arsacidă | ? - 2 î.Hr.         | 37             | 2 î.Hr.        |
| 15                                        | Musa                  |         | Regele Regilor, Rege în Parția, Dinastia Arsacidă | ?- 4 d.Hr.          | 2 î.Hr.        | 4 d.Hr.        |
| 16                                        | Phraates al V-lea     |         | Regele Regilor, Rege în Parția, Dinastia Arsacidă | ?- 4 d.Hr.          | 2 î.Hr.        | 4 d.Hr.        |
| 17                                        | Orodes al III-lea     |         | Regele Regilor, Rege în Parția, Dinastia Arsacidă | ? - 6               | 4              | 6              |
| 18                                        | Vonones I             |         | Regele Regilor, Rege în Parția, Dinastia Arsacidă | ? - 19              | 8              | 12             |
| 19                                        | Artabanus al II-lea   |         | Regele Regilor, Rege în Parția, Dinastia Arsacidă | ? - 38              | 10             | 35             |
| 20                                        | Tiridates al III-lea  |         | Regele Regilor, Rege în Parția, Dinastia Arsacidă | 1 - 36              | 35             | 36             |
| 21                                        | Gotarzes al II-lea    |         | Regele Regilor, Rege în Parția, Dinastia Arsacidă | 11 - 51             | 40 –           | 51             |
| 22                                        | Vonones al II-lea     |         | Regele Regilor, Rege în Parția, Dinastia Arsacidă | ? - 51              | 51             | 51             |
| 23                                        | Vologases I           |         | Regele Regilor, Rege în Parția, Dinastia Arsacidă | ? - ?               | 51             | 78             |
| 24                                        | Vologases al II-lea   |         | Regele Regilor, Rege în Parția, Dinastia Arsacidă | ? - ?               | 77             | 80             |
| 25                                        | Pacorus al II-lea     |         | Regele Regilor, Rege în Parția, Dinastia Arsacidă | ? - ?               | 78             | 105            |
| 26                                        | Osroes I              |         | Regele Regilor, Rege în Parția, Dinastia Arsacidă | ? - 129             | 109            | 129            |
| 27                                        | Mithridates al IV-lea |         | Regele Regilor, Rege în Parția, Dinastia Arsacidă | 90 - 140            | 129            | 140            |
| 28                                        | Vologases al III-lea  |         | Regele Regilor, Rege în Parția, Dinastia Arsacidă | ? - 147             | 105            | 147            |
| 29                                        | Vologases al IV-lea   |         | Regele Regilor, Rege în Parția, Dinastia Arsacidă | ? - 191             | 147            | 191            |
| 30                                        | Vologases al V-lea    |         | Regele Regilor, Rege în Parția, Dinastia Arsacidă | ? - 208             | 191            | 208            |
| 31                                        | Vologases al VI-lea   |         | Regele Regilor, Rege în Parția, Dinastia Arsacidă | 181 - 228           | 208            | 228            |

## Lista de regi din dinastiaAhemenidă

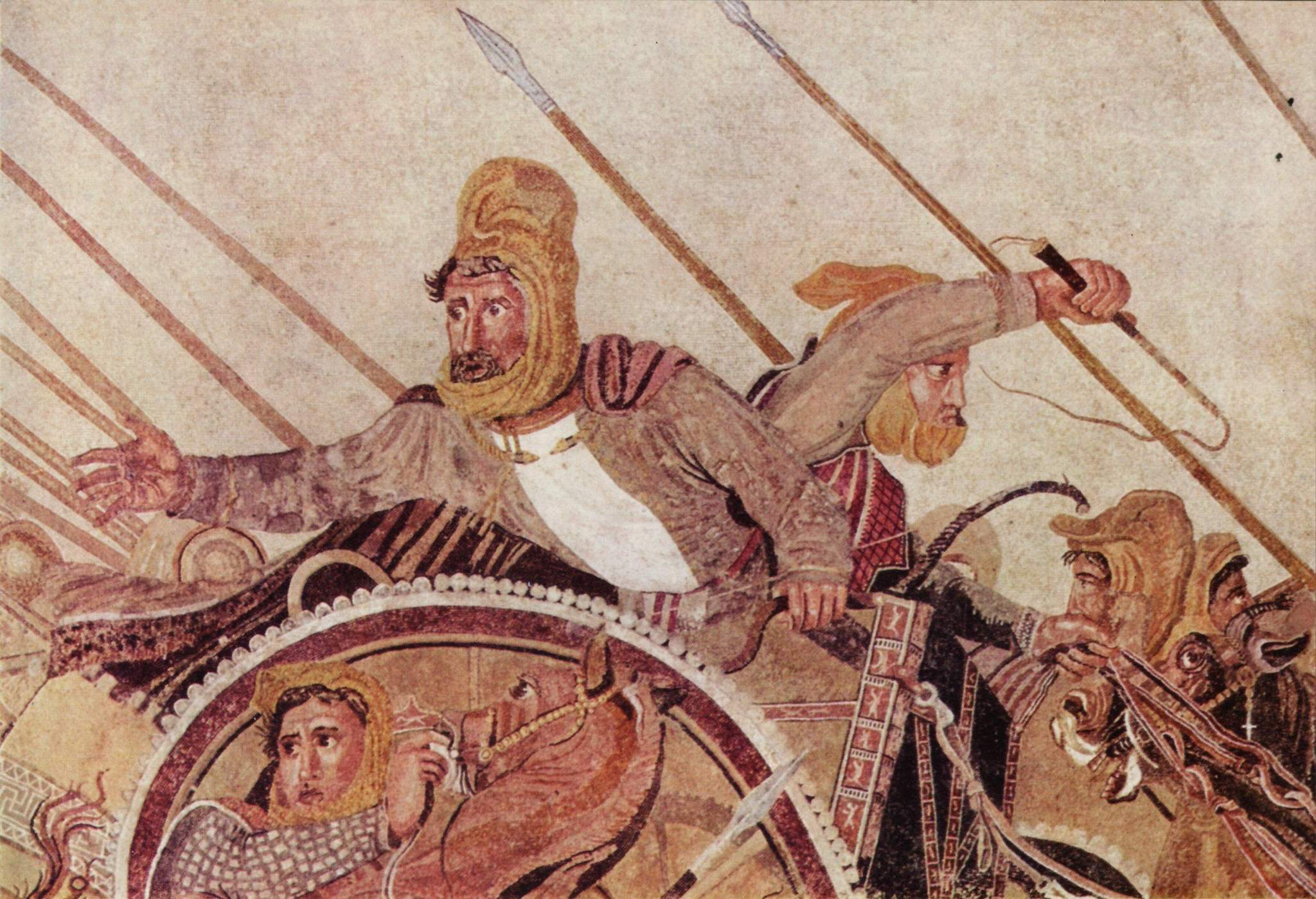
Darius al III-lea Artashata

- Achemene, fondatorul dinastiei, a domnit între 705-675 î.Hr
- Teispes, fiul lui Achemene, rege în Arsan și în Persia
- Cyrus I, fiul lui Teispe, rege în Arsan
- Ariaramnes[2] , fiul lui Teispe, rege în Persia
- Cambyses I, fiul lui Cyrus I, rege în Arsan
- Arsames[2], fiul lui Ariaramne, rege în Persia
- Cyrus al II-lea cel Mare, fiul lui Cambises I, 550 î.Hr.-530 î.Hr.
- Cambyses al II-lea, fiul lui Cyrus al II-lea, 529 î.Hr.-522 î.Hr.
- Smerdis (Bardiya), presupus fiul lui Cyrus al II-lea 522 î.Hr.
- Darius I, cumnatul lui Smerdis, nepotul lui Arsames 521 î.Hr.-486 î.Hr.
- Xerxes I, fiul lui Darius I 485 î.Hr.-465 î.Hr.
- Artaxerxes I, fiul lui Xerxes I 465 î.Hr.-424 î.Hr.
- Xerxes al II-lea, fiul lui Artaxerxes I 424 î.Hr.
- Sodgiano, fratele lui Xerxes al II-lea 424 î.Hr.-423 î.Hr.
- Darius al II-lea, fratele lui Xerxes al II-lea 423 î.Hr.-405 î.Hr.
- Artaxerxes al II-lea Mnemon, fiul lui Darius al II-lea 405 î.Hr.-359 î.Hr. (a se vedea, de asemenea, Xenofon)
- Artaxerxes al III-lea, fiul lui Artaxerxes al II-lea 358 î.Hr.-338 î.Hr.
- Artaxerxes al IV-lea Arses, fiul lui Artaxerxes III 338 î.Hr.-336 î.Hr.
- Darius al III-lea Artashata, stră-nepotul lui Darius al II-lea 336 î.Hr.-330 î.Hr.
- Artaxerxes al V-lea Arses, uzurpator 330 î.Hr.
- Alexandru cel Mare cuceritor al imperiului Ahemenid în 330 î.Hr.

## Lista de regi din dinastia Tahir
- Tahir ibn al-Husain ibn Masab (821-822)
- Talha ibn Tahir (822-828)
- Abdallah ibn Tahir (828-845)
- Tahir ibn Abdallah (845-862)
- Muhammad ibn Tahir (862-873)

## Lista de regi din dinastia Saffar

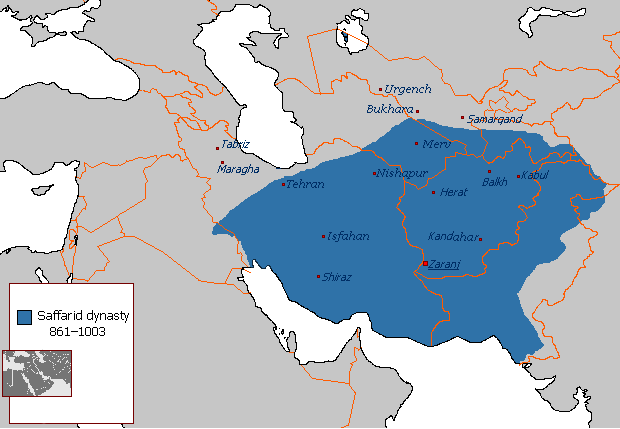
Imperiul Saffarid, 861–1003

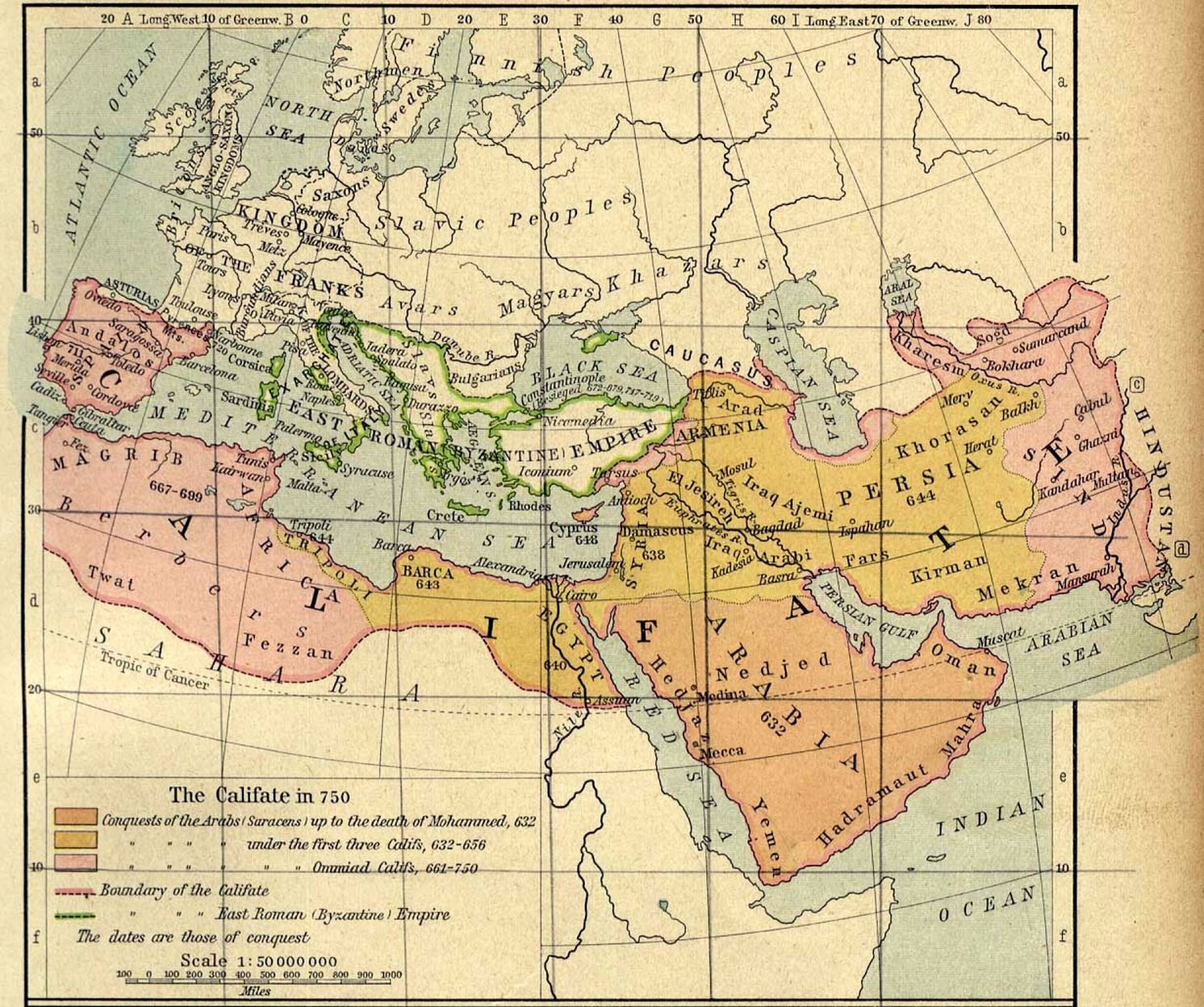
Califatul cu provinciile sale, 750

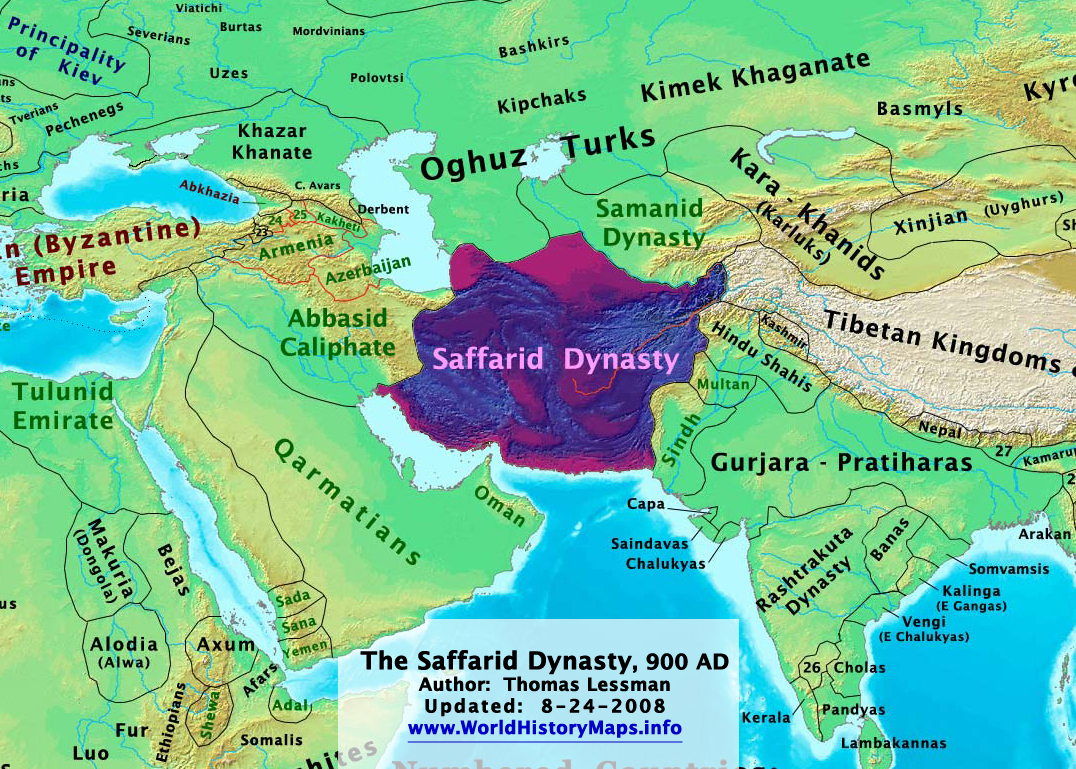
Imperiul Saffarid și vecinii săi

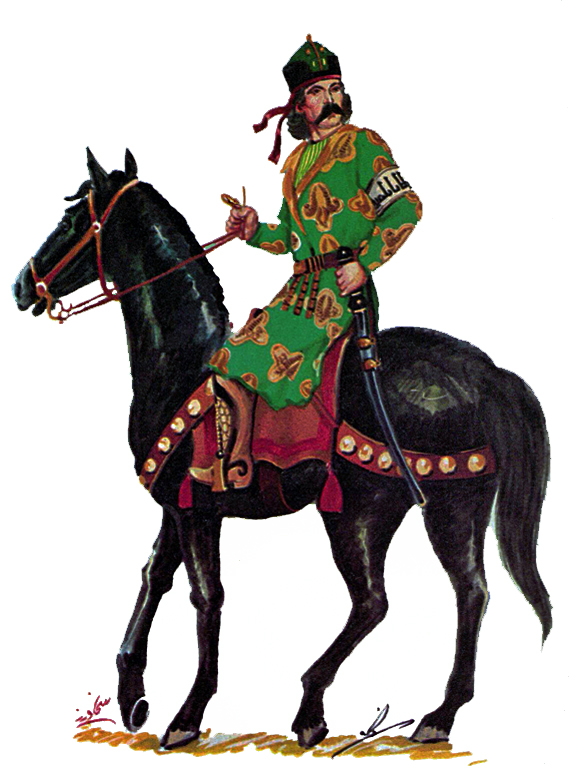
Soldat Saffarid

- Ya'qub ibn Layth al-Saffar (867-879)
- Amr ibn Layth (879-901)
- Tahir I (901-908)
- Layth (908-910)
- Mohammed I (910-912)
- Amr II (912-913)
- Ahmad I ibn Muhammad (922-963)
- Wali al-Dawlah Khalaf I (963-1003)
- Nasr I (1029-1073)
- Baha al-Dawlah Tahir II (1073-1090)
- Baha al-Dawlah Khalaf II (1090-1103)
- Taj al-Din Nasr II (1103-1164)
- Shams al-Din Ahmad II (1164-1167)
- Taj al-Din Harb (1167-1215)
- Shams al-Din Bahram Shah (1215-1221)
- Taj al-Din Nasr III (1221)
- Rukn al-Din Abu-Mansur (1221-1222)
- Shihab al-Din Mahmud I (1222-1225)
- Ali I (1225-1229)
- Shams al-Din Ali II (1229-1254)
- Nasr al-Din (1254-1328)
- Nusrat al-Din (1328-1331)
- Qutb al-Din Muhammad II (1331-1346)
- Taf al-Din I (1346-1350)
- Mahmud II (1350-1362)
- 'Izz al-Din (1362-1382)
- Qutb al-Din I (1382-1386)
- Taj al-Din II (1386-1403)
- Qutb al-Din II (1403-1419)
- Shams al-Din (1419-1438)
- Nizam al-Din Yahya (1438-1480)
- Shams al-Din Muhammad III (1480-1495)

## Lista de regi din dinastia Saman

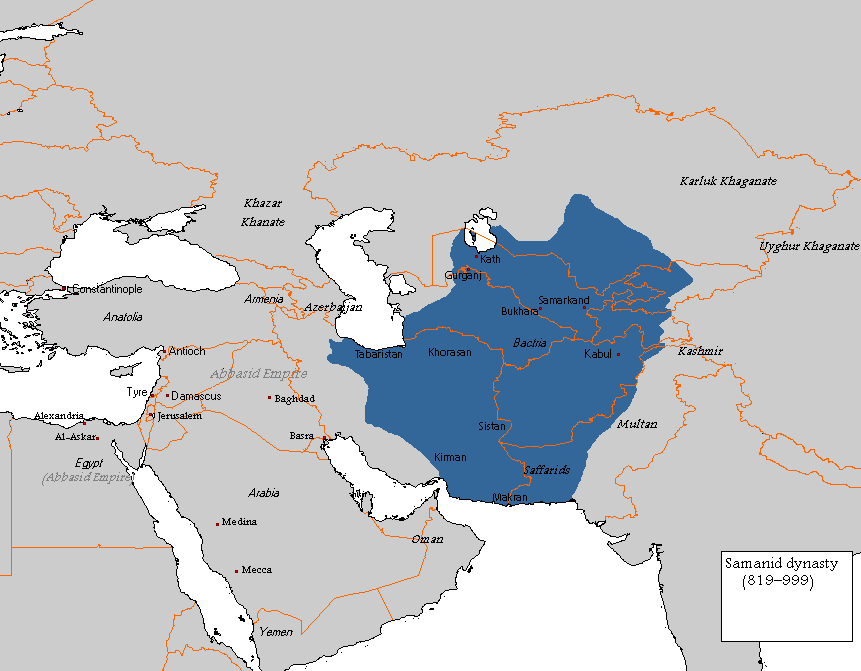
Imperiul Samanid, (819–999)

- Saman Khoda (819-864)
- Nasr I (864-892)
- Ismail Samani (892-907)
- Ahmad II (907-914)
- Nasr II (914-943)
- Hamid Nuh I (943-954)
- Abdul Malik I (954-961)
- Mansur I (961-976)
- Nuh II (976-997)
- Mansur II (997-999)
- Ismail II (1005)

## Lista de regi din dinastia Ziyarid

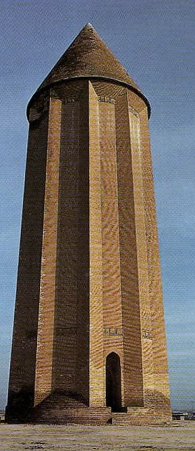
Turnul Gonbad-e Qabus, din localitatea cu același nume, Nord Estul Iranului, construit în 1006 la comanda emirului Shamsol-Mo'ali Abolhassan Ghaboos Wushmgir. Legenda spune că trupul acestuia e îngropat în turn.

Au fost 6 conducători (emiri), în acest dinastie care au domnit, după cum urmează:
- Mardavij 928-934
- Voshmgeer Ziyar 934-967
- Zahirodoleh Behsotoon 967-976
- Shamsol-Mo'ali Abolhassan Ghaboos Wushmgir 976-1012
- Falakol-Mo'ali Manuchehr Ghabus 1012-1031
- Anushiravan Manouchehr 1031-1043

## Lista de regi din dinastia Buyid
- Ali b. Buya ('Imad ad-Dawla) 934-949
- Fana Khusraw ('Adud ad-Dawla) 949-983

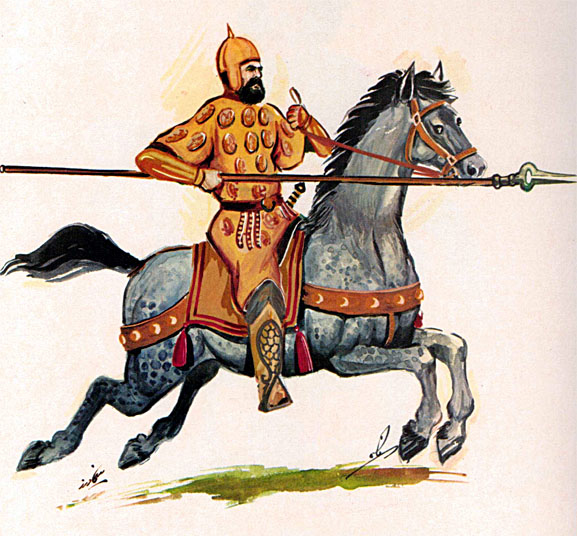
Daylaman iranian, soldat din timpul dinastiei/imperiului Buyid/Ziarid

- Shirzil b. Fana Khusraw (Sharaf ad-Dawla) 983-989
- Marzuban b. Fana Khusraw (Samsam ad-Dawla) 989-998
- Firuz b. Fana Khusraw (Baha' ad-Dawla) 998-1012
- Abu Shuja' b. Firuz (Sultan ad-Dawla) 1012-1024
- Abu Kalijar Marzuban b. Abu Shuja' (Imad al-Din) 1024-1048
- Abu Mansur Fulad Sutun 1048-1062

Dinastia al-Daula:
- Rukn ad-Dawla 935-976
- Fakhr ad-Dawla 976-980
- Mu'ayyed ad-Dawla 980-983
- Fakhr ad-Dawla (restaurat) 984-997
- Majd ad-Dawla 997-1029

Dinastia al-Daula, conducători în Irak:
- Mu'izz ad-Dawla 945-967
- 'Izz ad-Dawla 966-978
- 'Adud ad-Dawla 978-983
- Samsam ad-Dawla 983-987
- Sharaf ad-Dawla 987-989
- Baha' ad-Dawla 989-1012
- Sultan ad-Dawla 1012-1021
- Musharrif ad-Dawla 1021-1025
- Jalal ad-Dawla 1025-1044
- Abu Kalijar 1044-1048
- al-Malik ar-Rahim 1048-1055

## Lista de regi din dinastia Ghaznavid
- Alptigin (963-977)

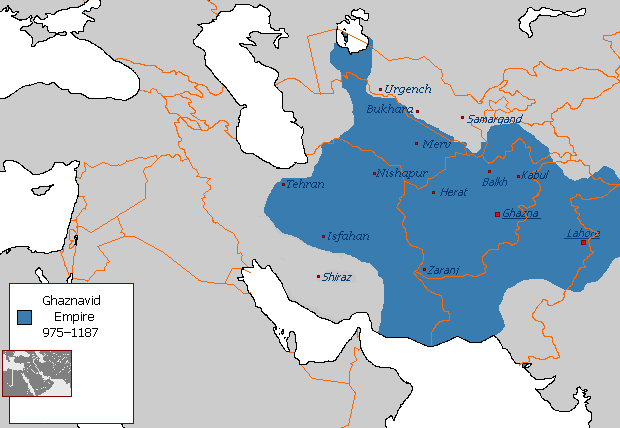
Imperiul Ghaznavid, 963–1187

Mahmud Ghaznavid

- Sebük Tigin, (Abu Mansur) (977-997)
- Ismail (997-998)
- Mahmud (Yamin ud-Dawlah ) (998-1030)
- Mohammed (Jalal ud-Dawlah) (1030–1031)
- Mas'ud I (Shihab ud-Dawlah) (1031–1041)
- Mohammed (Jalal ud-Dawlah (second time) (1041)
- Maw'dud (Shihab ud-Dawlah) (1041–1050)
- Mas'ud II (1050)
- Ali (Baha ud-Dawlah) (1050)
- Abd ul-Rashid (Izz ud-Dawlah) (1053)
- Toğrül (Tughril) (Qiwam ud-Dawlah) (1053)
- Farrukhzad (Jamal ud-Dawlah) (1053–1059)
- Ibrahim (Zahir ud-Dalah) (1059–1099)
- Mas'ud III (Ala ud-Dawlah) (1099–1115)
- Shirzad (Kemal ud-Dawlah) (1115)
- Arslan Shah (Sultan ud-Dawlah) (1115–1118)
- Bahram Shah (Yamin ud-Dawlah ) (1118–1152)
- Khusrau Shah (Mu'izz ud-Dawlah) (1152–1160)
- Khusrau Malik (Taj ud-Dawlah) (1160–1187)

## Lista de suverani din dinastia Khwarezmiană

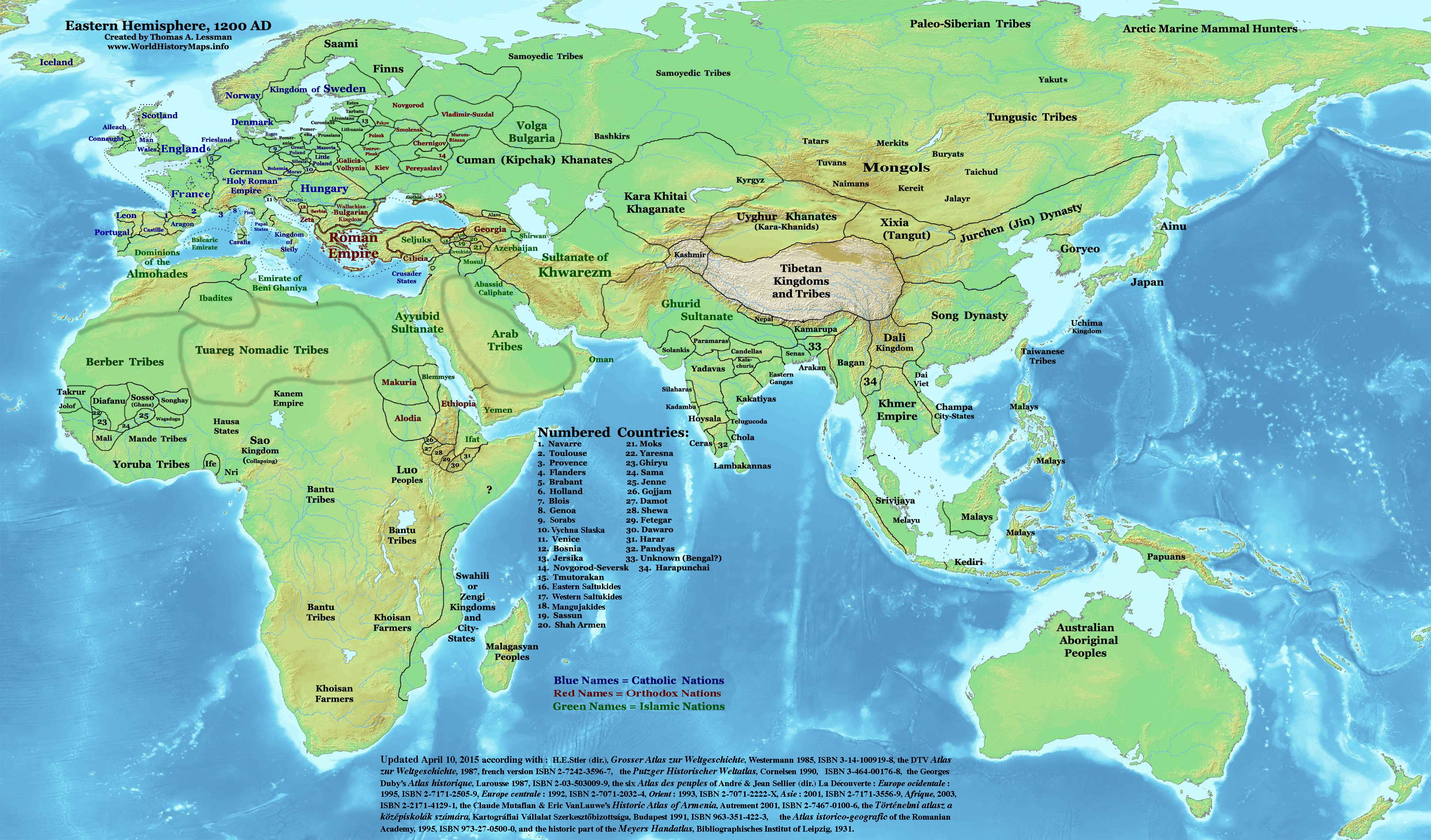
Eurasia, 1200, Imperiul Khwarezmian și vecinii săi

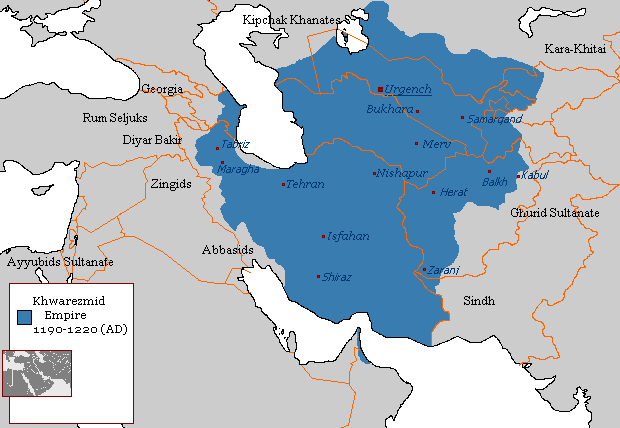
Imperiul Khwarezmian, 1190 - 1220

### Dinastia Ma'mun
- Abu Ali Mamun I 992-997
- Abu al-Hasan Ali 997-1009
- Abu al-Abbas Mamun al II-lea 1009-1017
- Muhammad 1017

### Dinastia Altun
- Altun Tash 1017-1032
- Harun 1032-1034
- Ismail Khandan 1034-1041

### Ne-dinastic
- Shah Malik 1041-1042

### Dinastia Anush Tigin
- Anush Tigin Gharchai 1077-1097

### Ne-dinastic
- Ekinchi 1097

### Dinastia Anush Tigin
- Qutb ad-Din Muhammad I 1097-1127
- Ala ad-Din Aziz 1127-1156
- Il-Arslan 1156-1172
- Sultan Shah 1172-1193
- Ala ad-Din Takash 1172-1200
- Ala ad-Din Muhammad II 1200-1220
- Jalal ad-Din Mingburnu 1220-1231

## Lista de regi ai Ilhanatului

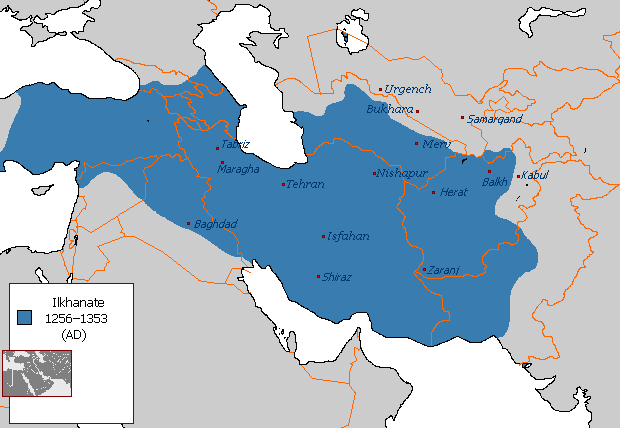
Ilhanatul la apogeu. (1256–1335)

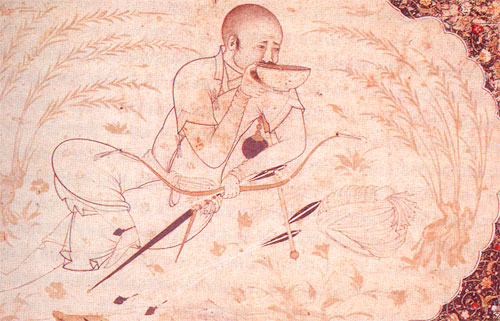
Hulagu Han 1256-1265

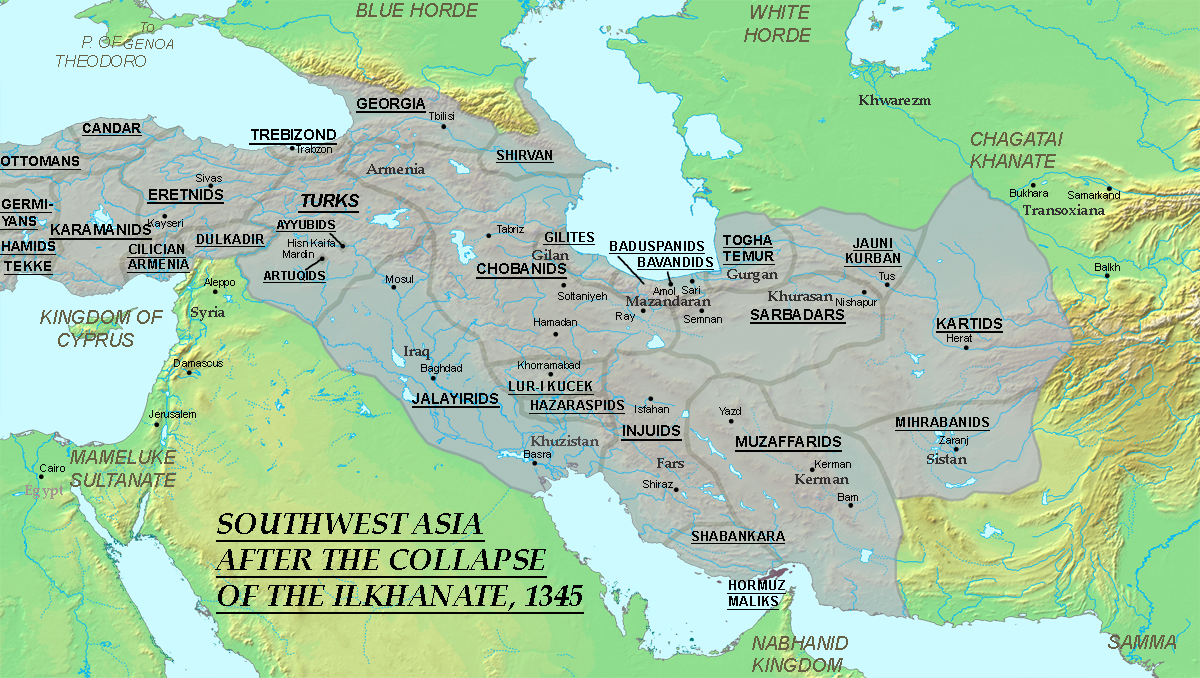
Dinastiile după prăbuşirea Ilhanatului

- Hulagu Han 1256-1265
- Abaqa 1265-1281
- Tekuder 1281-1284
- Arghun 1284-1291
- Gaikhatu 1291-1295
- Baidu 1295
- Ghazan 1295-1304
- Öljeitü 1304-1316
- Abu Sa'id 1316-1335
- Arpa Ke'un 1335-1336
- Musa 1336-1337
- Muhammad 1337-1338

## Lista de regi din dinastia Muzaffar
- Mubariz ad-Din Muhammad ibn al-Muzaffar (1314-1358)
- Qutb Al-Din Shah Mahmud (1358-1366; a Isfahan fino al 1375)
- Abu'l Fawaris Djamal ad-Din Shah Shuja (1358-1364; a Isfahan dal 1375)
- Mujahid ad-Din Zain Al-Abidin 'Ali (1384-1387; detronizzato da Tamerlano)

În cadrul Imperiului Timurid:
- 'Imad ad-Din Sultan Ahmad (a Kerman, 1387-1391)
- Mubariz ad-Din Shah Yahya (a Shiraz, 1387-1391)
- Shah Mansur (a Isfahan, 1391-1393)

## Lista de șahi

Ismail I

- Ismail I 1502–1524
- Tahmasp I 1524–1576
- Ismail II 1576–1578
- Muhammad Khudabanda 1578–1587
- Abbas I 1587–1629
- Safi 1629–1642
- Abbas al II-lea 1642–1667
- Suleiman I 1667–1694
- Sultan Husain 1694–1722
- Tahmasp al II-lea 1722–1732
- Abbas al III-lea 1732–1736
- Suleiman al II-lea 1749–1750
- Ismail al III-lea 1750–1760

## Lista de regi din dinastia Afshar
- Nadir Shah (1736-1747)
- Adil Shah (1747-1748)
- Ibrahim Afshar (1748-1748)
- Shahrokh (1748-1796)

Nadir Shah (1736-1747)

- Nadir Mirza del Khorasan (1797-1802)

## Lista de regi din dinastia Zand

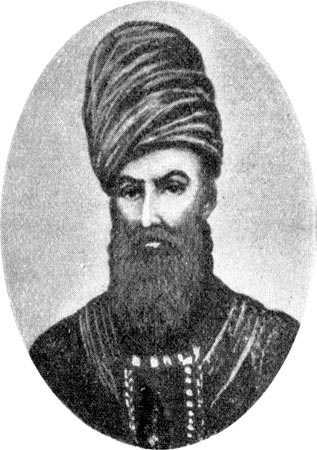
Karim Han, 1750–1779

Steagul de luptă al dinastiei Zand

- Karim Han, 1750–1779 کریم خان زند
- Abol Fath Han, 1779 ابولفتح خان زند
- Mohammad Ali Han, 1779 محمدخان زند
- Sadiq Han, 1779–1782 صدیق خان زند
- Ali Murad Han, 1782–1785 علیمراد خان زند
- Jafar Han, 1785–1789 جعفر خان زند
- Lotf Ali Han, 1789–1794 لطفعلی خان زند

## Arbore genealogic
|  |  |                         |                         | Bodaq Han Zand          | Bodaq Han Zand          | Bodaq Han Zand          | Bodaq Han Zand          | Bodaq Han Zand | Bodaq Han Zand |                                            |                                            |                                            |                                            |                                            |                                            | Agha Beygom | Agha Beygom | Agha Beygom                           | Agha Beygom                           | Agha Beygom                           | Agha Beygom                           |                                        |                                        |                                        |                                        |                                          |                                          | Inaq Han Zand                            | Inaq Han Zand                            | Inaq Han Zand                            | Inaq Han Zand                            | Inaq Han Zand | Inaq Han Zand |                                           |                                           |                                           |                                           |                                           |                                           |  |  |  |  |  |  |  |  |  |  |  |  |  |  |  |  |  |  |  |  |  |  |  |  |  |  |  |  |  |  |  |  |
|  |  |                         |                         | Bodaq Han Zand          | Bodaq Han Zand          | Bodaq Han Zand          | Bodaq Han Zand          | Bodaq Han Zand | Bodaq Han Zand |                                            |                                            |                                            |                                            |                                            |                                            | Agha Beygom | Agha Beygom | Agha Beygom                           | Agha Beygom                           | Agha Beygom                           | Agha Beygom                           |                                        |                                        |                                        |                                        |                                          |                                          | Inaq Han Zand                            | Inaq Han Zand                            | Inaq Han Zand                            | Inaq Han Zand                            | Inaq Han Zand | Inaq Han Zand |                                           |                                           |                                           |                                           |                                           |                                           |  |  |  |  |  |  |  |  |  |  |  |  |  |  |  |  |  |  |  |  |  |  |  |  |  |  |  |  |  |  |  |  |
|  |  |                         |                         |                         |                         |                         |                         |                |                |                                            |                                            |                                            |                                            |                                            |                                            |             |             |                                       |                                       |                                       |                                       |                                        |                                        |                                        |                                        |                                          |                                          |                                          |                                          |                                          |                                          |               |               |                                           |                                           |                                           |                                           |                                           |                                           |  |  |  |  |  |  |  |  |  |  |  |  |  |  |  |  |  |  |  |  |  |  |  |  |  |  |  |  |  |  |  |  |
|  |  |                         |                         |                         |                         |                         |                         |                |                |                                            |                                            |                                            |                                            |                                            |                                            |             |             |                                       |                                       |                                       |                                       |                                        |                                        |                                        |                                        |                                          |                                          |                                          |                                          |                                          |                                          |               |               |                                           |                                           |                                           |                                           |                                           |                                           |  |  |  |  |  |  |  |  |  |  |  |  |  |  |  |  |  |  |  |  |  |  |  |  |  |  |  |  |  |  |  |  |
|  |  | Allah Morad Han         | Allah Morad Han         | Allah Morad Han         | Allah Morad Han         | Allah Morad Han         | Allah Morad Han         |                |                | Agha Beygom                                | Agha Beygom                                | Agha Beygom                                | Agha Beygom                                | Agha Beygom                                | Agha Beygom                                |             |             |                                       |                                       |                                       |                                       | 1. Karim Han (n.1707-d.1779) 1760-1779 | 1. Karim Han (n.1707-d.1779) 1760-1779 | 1. Karim Han (n.1707-d.1779) 1760-1779 | 1. Karim Han (n.1707-d.1779) 1760-1779 | 1. Karim Han (n.1707-d.1779) 1760-1779   | 1. Karim Han (n.1707-d.1779) 1760-1779   |                                          |                                          |                                          |                                          |               |               | 4. Sadiq Han (n.1710-d.1782) 1779-1781    | 4. Sadiq Han (n.1710-d.1782) 1779-1781    | 4. Sadiq Han (n.1710-d.1782) 1779-1781    | 4. Sadiq Han (n.1710-d.1782) 1779-1781    | 4. Sadiq Han (n.1710-d.1782) 1779-1781    | 4. Sadiq Han (n.1710-d.1782) 1779-1781    |  |  |  |  |  |  |  |  |  |  |  |  |  |  |  |  |  |  |  |  |  |  |  |  |  |  |  |  |  |  |  |  |
|  |  | Allah Morad Han         | Allah Morad Han         | Allah Morad Han         | Allah Morad Han         | Allah Morad Han         | Allah Morad Han         |                |                | Agha Beygom                                | Agha Beygom                                | Agha Beygom                                | Agha Beygom                                | Agha Beygom                                | Agha Beygom                                |             |             |                                       |                                       |                                       |                                       | 1. Karim Han (n.1707-d.1779) 1760-1779 | 1. Karim Han (n.1707-d.1779) 1760-1779 | 1. Karim Han (n.1707-d.1779) 1760-1779 | 1. Karim Han (n.1707-d.1779) 1760-1779 | 1. Karim Han (n.1707-d.1779) 1760-1779   | 1. Karim Han (n.1707-d.1779) 1760-1779   |                                          |                                          |                                          |                                          |               |               | 4. Sadiq Han (n.1710-d.1782) 1779-1781    | 4. Sadiq Han (n.1710-d.1782) 1779-1781    | 4. Sadiq Han (n.1710-d.1782) 1779-1781    | 4. Sadiq Han (n.1710-d.1782) 1779-1781    | 4. Sadiq Han (n.1710-d.1782) 1779-1781    | 4. Sadiq Han (n.1710-d.1782) 1779-1781    |  |  |  |  |  |  |  |  |  |  |  |  |  |  |  |  |  |  |  |  |  |  |  |  |  |  |  |  |  |  |  |  |
|  |  |                         |                         |                         |                         |                         |                         |                |                |                                            |                                            |                                            |                                            |                                            |                                            |             |             |                                       |                                       |                                       |                                       |                                        |                                        |                                        |                                        |                                          |                                          |                                          |                                          |                                          |                                          |               |               |                                           |                                           |                                           |                                           |                                           |                                           |  |  |  |  |  |  |  |  |  |  |  |  |  |  |  |  |  |  |  |  |  |  |  |  |  |  |  |  |  |  |  |  |
|  |  |                         |                         |                         |                         |                         |                         |                |                |                                            |                                            |                                            |                                            |                                            |                                            |             |             |                                       |                                       |                                       |                                       |                                        |                                        |                                        |                                        |                                          |                                          |                                          |                                          |                                          |                                          |               |               |                                           |                                           |                                           |                                           |                                           |                                           |  |  |  |  |  |  |  |  |  |  |  |  |  |  |  |  |  |  |  |  |  |  |  |  |  |  |  |  |  |  |  |  |
|  |  | Koda Morad Han          | Koda Morad Han          | Koda Morad Han          | Koda Morad Han          | Koda Morad Han          | Koda Morad Han          |                |                | 5. Ali Murad Han (n.1740-d.1785) 1782-1785 | 5. Ali Murad Han (n.1740-d.1785) 1782-1785 | 5. Ali Murad Han (n.1740-d.1785) 1782-1785 | 5. Ali Murad Han (n.1740-d.1785) 1782-1785 | 5. Ali Murad Han (n.1740-d.1785) 1782-1785 | 5. Ali Murad Han (n.1740-d.1785) 1782-1785 |             |             | 3. Abol Fath Han (n.1755-d.1787) 1779 | 3. Abol Fath Han (n.1755-d.1787) 1779 | 3. Abol Fath Han (n.1755-d.1787) 1779 | 3. Abol Fath Han (n.1755-d.1787) 1779 | 3. Abol Fath Han (n.1755-d.1787) 1779  | 3. Abol Fath Han (n.1755-d.1787) 1779  |                                        |                                        | 2. Mohammad Ali Han (n.1760-d.1779) 1779 | 2. Mohammad Ali Han (n.1760-d.1779) 1779 | 2. Mohammad Ali Han (n.1760-d.1779) 1779 | 2. Mohammad Ali Han (n.1760-d.1779) 1779 | 2. Mohammad Ali Han (n.1760-d.1779) 1779 | 2. Mohammad Ali Han (n.1760-d.1779) 1779 |               |               | 6. Jafar Han Zand (d.1789) 1785-1789      | 6. Jafar Han Zand (d.1789) 1785-1789      | 6. Jafar Han Zand (d.1789) 1785-1789      | 6. Jafar Han Zand (d.1789) 1785-1789      | 6. Jafar Han Zand (d.1789) 1785-1789      | 6. Jafar Han Zand (d.1789) 1785-1789      |  |  |  |  |  |  |  |  |  |  |  |  |  |  |  |  |  |  |  |  |  |  |  |  |  |  |  |  |  |  |  |  |
|  |  | Koda Morad Han          | Koda Morad Han          | Koda Morad Han          | Koda Morad Han          | Koda Morad Han          | Koda Morad Han          |                |                | 5. Ali Murad Han (n.1740-d.1785) 1782-1785 | 5. Ali Murad Han (n.1740-d.1785) 1782-1785 | 5. Ali Murad Han (n.1740-d.1785) 1782-1785 | 5. Ali Murad Han (n.1740-d.1785) 1782-1785 | 5. Ali Murad Han (n.1740-d.1785) 1782-1785 | 5. Ali Murad Han (n.1740-d.1785) 1782-1785 |             |             | 3. Abol Fath Han (n.1755-d.1787) 1779 | 3. Abol Fath Han (n.1755-d.1787) 1779 | 3. Abol Fath Han (n.1755-d.1787) 1779 | 3. Abol Fath Han (n.1755-d.1787) 1779 | 3. Abol Fath Han (n.1755-d.1787) 1779  | 3. Abol Fath Han (n.1755-d.1787) 1779  |                                        |                                        | 2. Mohammad Ali Han (n.1760-d.1779) 1779 | 2. Mohammad Ali Han (n.1760-d.1779) 1779 | 2. Mohammad Ali Han (n.1760-d.1779) 1779 | 2. Mohammad Ali Han (n.1760-d.1779) 1779 | 2. Mohammad Ali Han (n.1760-d.1779) 1779 | 2. Mohammad Ali Han (n.1760-d.1779) 1779 |               |               | 6. Jafar Han Zand (d.1789) 1785-1789      | 6. Jafar Han Zand (d.1789) 1785-1789      | 6. Jafar Han Zand (d.1789) 1785-1789      | 6. Jafar Han Zand (d.1789) 1785-1789      | 6. Jafar Han Zand (d.1789) 1785-1789      | 6. Jafar Han Zand (d.1789) 1785-1789      |  |  |  |  |  |  |  |  |  |  |  |  |  |  |  |  |  |  |  |  |  |  |  |  |  |  |  |  |  |  |  |  |
|  |  | 7. Sayed Murad Han 1789 | 7. Sayed Murad Han 1789 | 7. Sayed Murad Han 1789 | 7. Sayed Murad Han 1789 | 7. Sayed Murad Han 1789 | 7. Sayed Murad Han 1789 |                |                |                                            |                                            |                                            |                                            |                                            |                                            |             |             |                                       |                                       |                                       |                                       |                                        |                                        |                                        |                                        |                                          |                                          |                                          |                                          |                                          |                                          |               |               | 8. Lotf Ali Han (n.1769-d.1794) 1789-1794 | 8. Lotf Ali Han (n.1769-d.1794) 1789-1794 | 8. Lotf Ali Han (n.1769-d.1794) 1789-1794 | 8. Lotf Ali Han (n.1769-d.1794) 1789-1794 | 8. Lotf Ali Han (n.1769-d.1794) 1789-1794 | 8. Lotf Ali Han (n.1769-d.1794) 1789-1794 |  |  |  |  |  |  |  |  |  |  |  |  |  |  |  |  |  |  |  |  |  |  |  |  |  |  |  |  |  |  |  |  |

## Lista de regi din dinastia Qajar

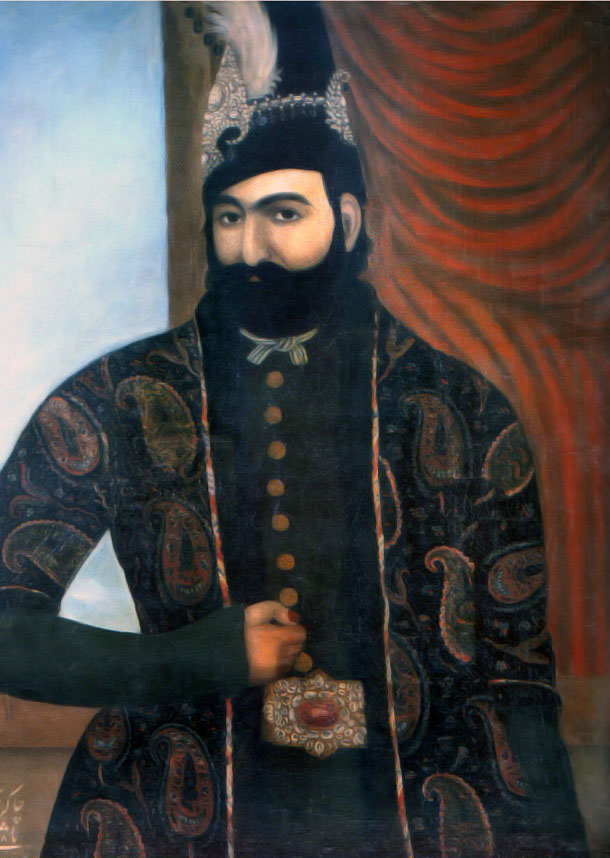
Muhammad Şah Qajar (1834-1848)

- Agha Muhammad Han Qajar (1781-1797)
- Fath Ali Șah (1797-1834)
- Muhammad Șah Qajar (1834-1848)
- Nasser ad-Din Șah (1848-1896)
- Mozaffar ad-Din Șah (1896-1907)
- Mohammad Ali Qajar (1907-1909)
- Ahmad Qajar (1909-1925)

## Lista de regi din dinastia Pahlavi
- Reza Pahlavi (1925-1941)
- Mohammad Reza Pahlavi (1941-1979)

## Lista de conducători ai Republicii Islamice (Iran)
Ghid Suprem (faqih)

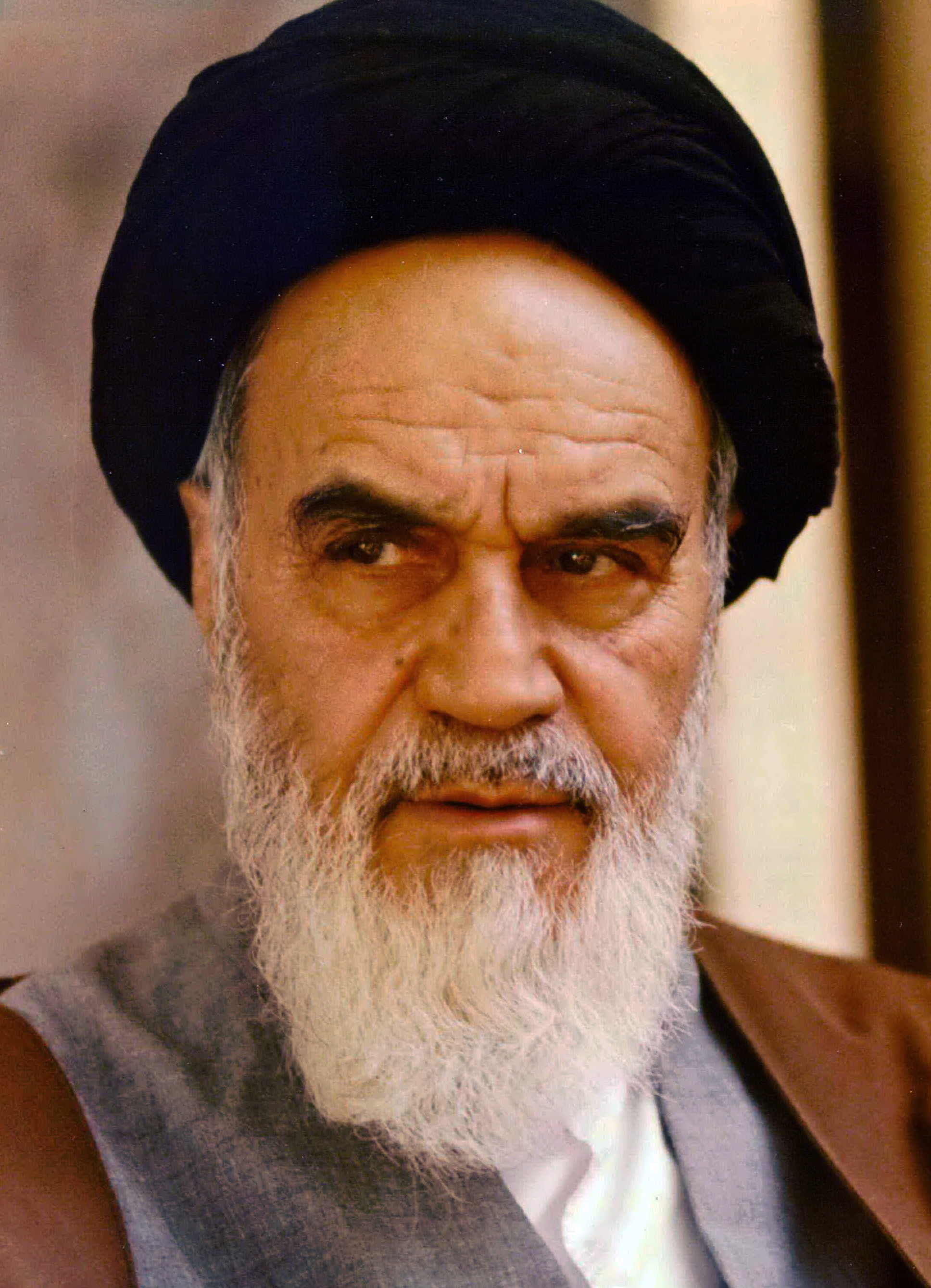
Marele Ayatollah Ruhollah Mousavi Khomeini

- Ruhollah Mosavi Khomeini (1979-1989)
- Seyyed Ali Hosseini Khamenei (1989- )

Președinți ai Republicii
- Abolhassan Banisadr (1980-1981)
- Mohammad Ali Rajai (1981)
- Seyyed Ali Hosseini Khamenei (1981-1989)
- Ali Akbar Hashemi Rafsanjani (1989-1997)
- Mohammad Khatami (1997-2005)
- Mahmud Ahmadinejad (2005- )